# Радомська дача
Радо́мська Да́ча  — заповідне урочище місцевого значення в Україні. Розташоване на захід від села Радомка Семенівського району Чернігівської області.

## Загальні відомості
Заповідне урочище місцевого значення «Радомська Дача» створене рішенням Чернігівського облвиконкому від 21 березня 1995 року. 
Урочище загальною площею 2317,6 га розташоване на землях Радомського лісництва, кв. 46-88, Семенівського держлісгоспу Державного лісогосподарського об'єднання «Чернігівліс».

### Території природно-заповідного фонду в складі заповідного урочища «Радомська Дача»
Нерідко, оголошенню заповідного урочища передує створення одного або кількох об'єктів природно-заповідного фонду місцевого значення. В результаті, великий РЛП фактично поглинає раніше створені ПЗФ. Проте їхній статус зазвичай зберігають. 
До складу території заповідного урочища «Радомська Дача» входять такі об'єкти ПЗФ України: 
- Ботанічна пам'ятка природи місцевого значення «Дерева-екзоти».

## Завдання
- збереження у природному стані змішаних насаджень різного віку з невеликими площами лісових боліт;
- охорона місць поширення зубрівки, проліска, суниці, любки дволистої, золототисячника, первоцвіту весняного, цінних дерев-екзотів бархата амурського, ялиці сибірської, модрини європейської, рукотворних насаджень дуба, сосни звичайної, ялини європейської; — охорона місць поселення козуль, лисиць, диких кабанів, вивірки, бобрів, борсуків, різних видів земноводних та плазунів, птахів — зябликів, дятлів, синиць, куликів, диких качок та інші;
- проведення наукових досліджень і спостережень;
- підтримання загального екологічного балансу в регіоні;
- поширення екологічних знань тощо.